# Belluno
Belluno (venetianska: Belùn) är en stad och kommun i regionen Veneto i Italien. Belluno är administrativ huvudort i provinsen Belluno. Kommunen hade 36 833 invånare (2018) och gränsar till kommunerna Alpago, Limana, Longarone, Ponte nelle Alpi, Sedico, Sospirolo och Vittorio Veneto.
Belluno var under antiken känt som Bellunum. Bland Bellunos sevärdheter märks Palazzo dei Rettori från 1400-talet, katedralen från 1500-talet med en stor kampanil, Palazzo dei Giuristi från 1660-talet som inrymmer arkeologiska- och konstsamlingar samt kyrkan San Pietro med målningar av Sebastiano Ricci.

## Externa länkar

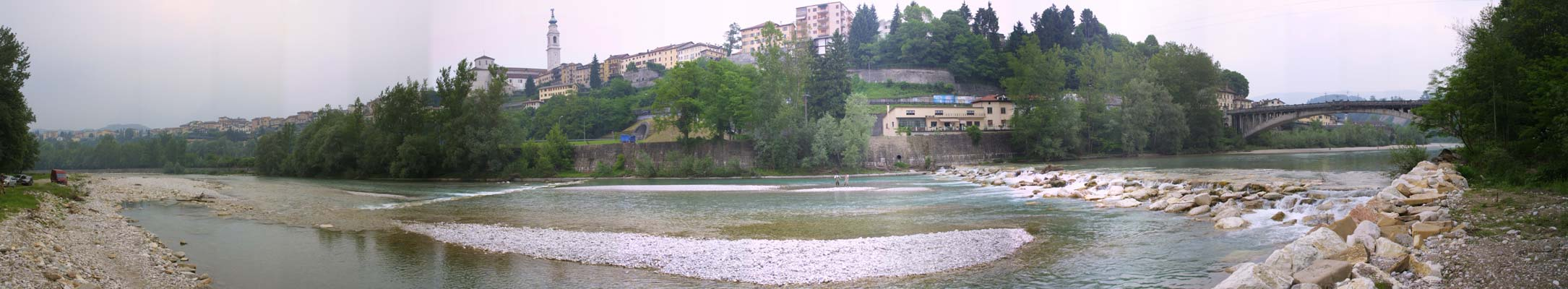
Belluno